# 미국 국무부
미합중국 국무부(영어: United States Department of State)는 미국 정부의 외교 정책을 주관하는 중앙 행정 기관이다. 현 국무장관은 제72대인 마코 루비오, 부장관은 크리스토퍼 란다우이며, 대변인은 네드 프라이스이다.
장관과 부장관 아래에 각 분야마다 차관과 차관보가 배치되어 있으며, 국내 직원만으로 약 5,000명에 달한다. 예산을 감독하고, 여권을 발행하며 여행 주의보를 발령하는 일 등을 담당한다.

## 역사
1788년에 비준된 미국 헌법은 대통령에게 외교 권한을 부여했다. 그러나 1789년 7월 21일 상하 양원은 외무부(Department of Foreign Affairs) 설립 법안을 가결했다. 그리고 조지 워싱턴 대통령이 7월 27일 이 법안에 서명해 외무부가 신헌법 하의 첫 연방 기관이 되었다. 같은 해 9월, 추가 입법에 의해 국무부로 부처명이 변경되면서, 여러 내정 임무를 할당받았다. 조폐국 운영, 국새 관리, 통계 조사 등이다. 이러한 내정 임무의 대부분은 19세기에 설립된 다른 부처들에 인계되었고, 현재는 다른 나라의 외교부 및 외무부와 크게 다르지 않다.

## 조직
한국 외교부는 장관, 차관, 실장(1급, 차관보), 국장(2급), 과장으로 구성되어 있는데 비해, 미국 국무부는 약간 차이가 있다. 대한민국은 장관과 차관은 정치인, 실무 공무원은 최고 승진 직위가 1급인데 비해, 미국은 장관과 부장관이 정치인, 차관이 실무자 최고 승진 계급이다. 대한민국은 장차관이 사실상 외교전문가 중에서 승진 개념으로 임명되는데, 미국은 장관 부장관이 외교 전문가와는 전혀 관련이 없는 여당 출신 정치인이 임명되기도 한다.
- 미국 국무장관, Secretary of State
- 미국 국무부 부장관, Deputy Secretary, 2인이며, 장관과 2인의 부장관은 정치인이 임명된다. 원래는 1인이었는데, 2009년 오바마 행정부에서 1인을 추가했다. 대한민국 중국 북한 등 대부분의 국가에는 부장관이 없다.
- 미국 국무부 차관, Under Secretary, 6인이며, 외교 전문가가 오르는 최상위 직위이다.
- 미국 국무부 부차관, Deputy Under Secretary, 대한민국 중국 북한 등 대부분의 국가에는 부차관이 없다. 미국에서도 거의 없는 직위라고 한다.[1]
- 미국 국무부 차관보, Assistant Secretary, 대표적으로 국무부 동아시아태평양담당국의 국장이 차관보이며, 대한민국을 담당한다. 대한민국의 실장급(1급, 차관보)에 해당한다. 6자회담 수석대표가 동아태 차관보였다. 영어 번역상의 문제인데, 동아태국 국장이라고, 대한민국의 국장급(2급)이 아니라 실장급(1급)이다.
- 미국 국무부 부차관보, Deputy Assistant Secretary, 2011년 대한민국은 국무총리를 주미대사로 임명하는데, 미국은 한국의 국장급(2급)인 동아태 수석 부차관보를 주한대사로 임명한다며 격에 대한 논란이 있었다.[2]
- 미국 국무부 과장, 동아태국에 일본과장, 한국과장이 있다.
- 미국 국무부 부과장, 동아태국에 일본부과장, 한국부과장이 있다.
- 고문, Counselor, 차관(Under Secretary)과 같은 계급으로서, 장관과 부장관의 특별보좌관(Special Advisor)이다.

## 같이 보기
- 미국의 외교 정책